# Silvanus (Mythologie)

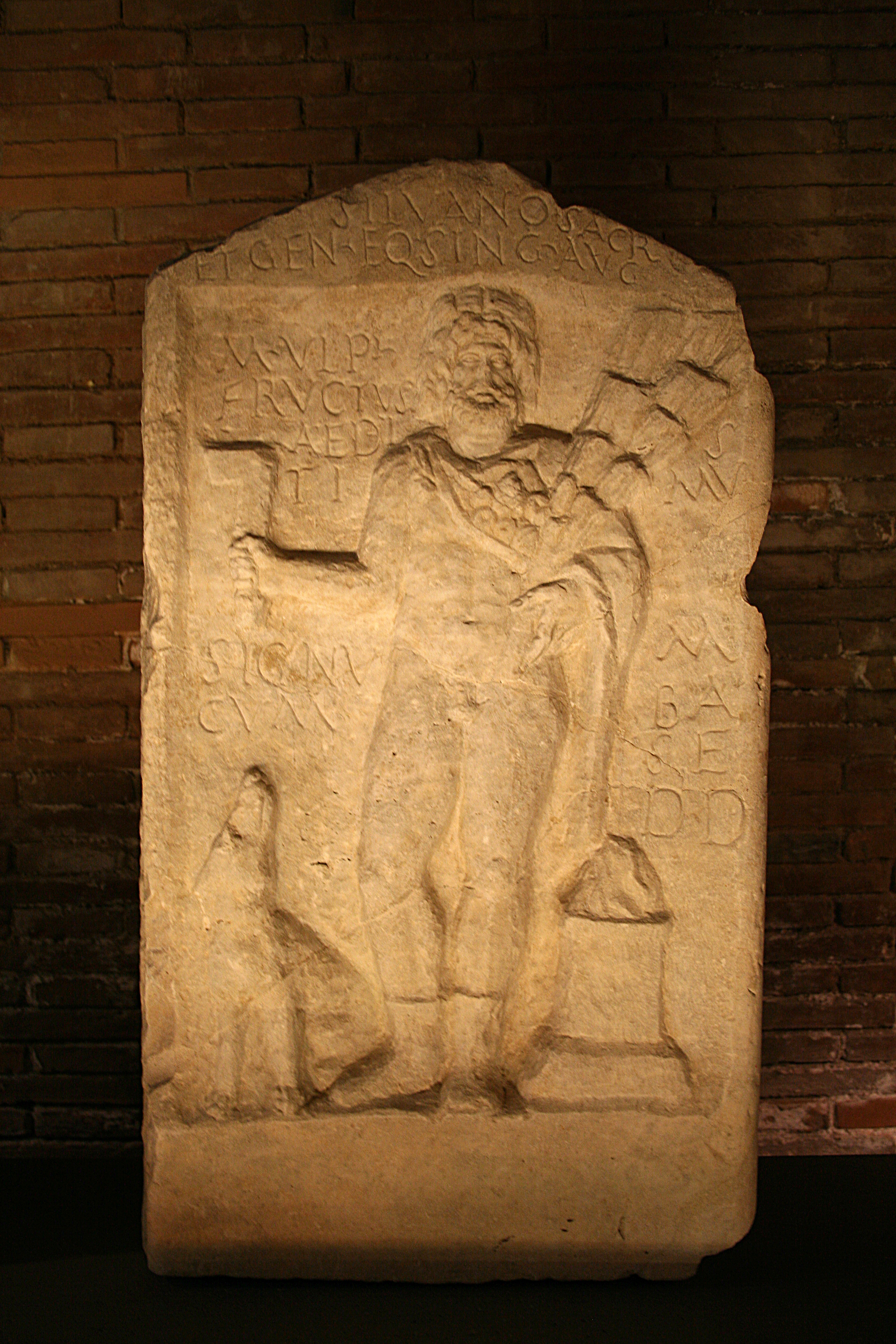
Flachrelief dekoriert in Gestalt des Gottes Silvanus der Kapitolinische Museen, Rom.

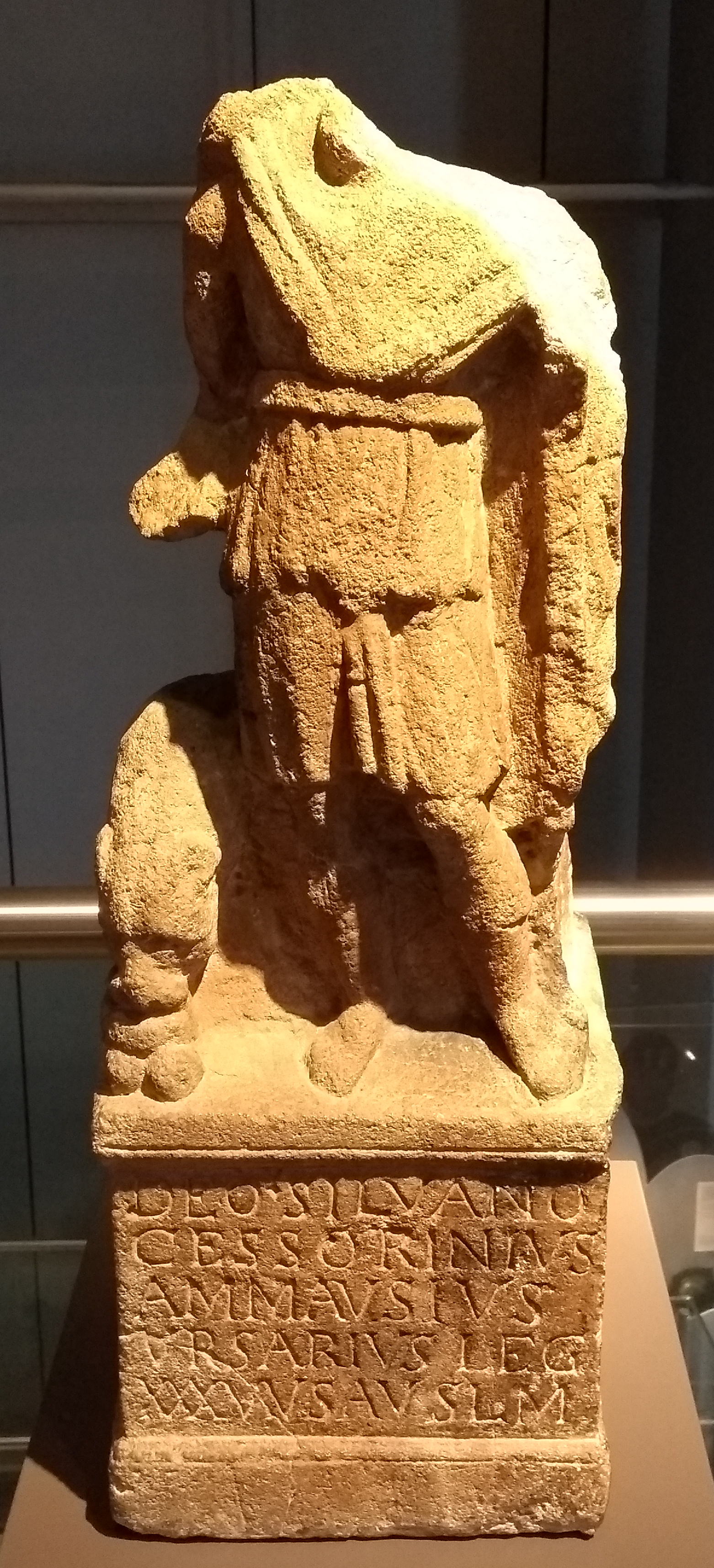
Weihestein eines Bärenfängers der Legio XXX Ulpia Victrix an Silvanus, LVR-RömerMuseum Xanten

Silvanus war eine Gottheit der römischen Mythologie, die mit den Hirten und Wäldern assoziiert wurde. Obwohl Silvanus keinen Staatskult hatte, war er insbesondere auf dem Land sehr beliebt. Als Vater des Silvanus werden meist Saturnus oder Faunus genannt. Silvanus selbst wurde häufig mit Faunus oder Pan gleichgesetzt.

## Etymologie und Herkunft
Der Name Silvānus (klassisches Latein: [s̠ɪɫ̪ˈwaː.nʊs̠]) wird häufig als eine Ableitung von lateinisch silva („Wald, Holz“) gedeutet. Der Name wäre dann verwandt mit den lateinischen Wörtern silvester („wild, nicht kultiviert“), silvicola („waldbewohnend“) oder silvaticus („von Wäldern oder Gestrüpp“). Daneben wäre auch eine Ableitung von dem etruskischen Gott Selvans möglich; die Forschung geht aber meistens eher von einer italischen Herkunft der Silvanus-Verehrung und damit von einer Ableitung des Namens von silva aus.

## Attribute und Assoziationen
Häufig wird er zusammen mit den Faunen und Nymphen erwähnt. Er wird in Rom und Italien meist als unbekleideter, älterer Mann mit Bart dargestellt. Seine Attribute sollten seine Naturnähe betonen, beispielsweise ein um den Hals gelegtes Tierfell, ein ihn anblickender Hund, ein Pinienzapfen oder verschiedene Früchte. In den Provinzen des Römischen Reiches wurde die Darstellung des Silvanus häufig variiert und an lokale Traditionen angepasst, etwa durch die Darstellung als bekleideter Mann mit Tunika, Mantel und Phrygischer Mütze oder durch die Annäherung an den Gott Pan. Spätere antike Schriftsteller identifizierten Silvanus sogar mit Pan, Faunus, Inuus und Aegipan.
Wie andere Götter der Wälder und Herden wird Silvanus als musikliebend beschrieben; die Syrinx war ihm heilig. Zudem muss Silvanus mit dem Mars in Verbindung gebracht worden sein, denn Marcus Porcius Cato der Ältere bezeichnet ihn durchweg als Mars Silvanus. Daneben wurde Silvanus unter dem Namen Silvanus Litoralis als Gott der Meeresküsten verehrt.

## Anbetung
Als Opfer, die Silvanus dargebracht wurden, nennen die antiken Quellen Trauben, Ähren, Milch, Fleisch, Wein und Schweine. In Catos De agri cultura wird ein Opfer an Mars Silvanus beschrieben, um die Gesundheit des Viehs zu gewährleisten; dort heißt es, dass sich seine Verbindung mit der Landwirtschaft nur auf die von Männern verrichtete Arbeit bezog und dass Frauen von seiner Verehrung ausgeschlossen waren. (Vergleiche Bona Dea für eine römische Gottheit, von deren Verehrung Männer ausgeschlossen waren.)
Vergil berichtet, dass die Pelasger in frühester Zeit Silvanus einen Hain und ein Fest geweiht hatten – ein symbolischer Verweis darauf, dass die Wildheit (die hier durch Silvanus repräsentiert wird) bereits vor der Kultur existierte. Von dieser späteren Aussage abgesehen, beziehen sich die ältesten Quellen für die Verehrung des Silvanus auf die Zeit der Römischen Republik. Die weiteste Verbreitung scheint die Verehrung des Silvanus dann aber in der hohen und späten Kaiserzeit erreicht zu haben und sich geographisch einerseits auf Nord- und Mittelitalien inklusive der Stadt Rom, andererseits auf die Provinzen an der Donau und auf dem Balkan (Dalmatia, Pannonia, Dacia) konzentriert zu haben.